# Акимовское сельское поселение
Акимовское се́льское поселе́ние (укр. Якимівське сільське поселення, крымскотат. Семекиш кой юрту, Semekiş köy yurtu) — муниципальное образование в Нижнегорском районе Республики Крым России, в степной зоне Крымского полуострова, в долине реки Салгир.
Административный центр — село Акимовка.

## История
В 1923 году был образован Акимовский сельский совет.
Сельское поселение образовано в соответствии с законом Республики Крым от 5 июня 2014 года.

## Население
| 2001  | 2014  | 2015  | 2016  | 2017  | 2018  | 2019  |
| ----- | ----- | ----- | ----- | ----- | ----- | ----- |
| 2414  | ↘1986 | ↗1987 | ↘1983 | ↘1966 | ↘1945 | ↗1949 |
| 2020  | 2021  |       |       |       |       |       |
| ↗1965 | ↘1922 |       |       |       |       |       |

## Состав сельского поселения
| № | Населённый пункт | Тип населённого пункта       | Население |
| - | ---------------- | ---------------------------- | --------- |
| 1 | Акимовка         | село, административный центр | ↘1312     |
| 2 | Двуречье         | село                         | ↘446      |
| 3 | Лужки            | село                         | ↘228      |